# Kalungwishi (Kalulushi)
Kalungwishi è un ward dello Zambia, parte della Provincia di Copperbelt e del Distretto di Kalulushi.